# Tom Scharpling
Tom Scharpling, pseudonimo di Thomas Giuliano II (New Jersey, 9 febbraio 1969), è un comico, doppiatore, sceneggiatore e produttore televisivo statunitense.
È noto soprattutto per aver ospitato il programma settimanale radiofonico e podcast The Best Show with Tom Scharpling (precedentemente conosciuto come The Best Show on WFMU), per aver prestato la voce a Greg Universe nella serie animata Steven Universe e nel suo sequel Steven Universe Future e per aver recitato come sceneggiatore e produttore esecutivo per il programma televisivo Detective Monk.
Scharpling è stato anche sceneggiatore per le serie televisive Tom Goes to the Mayor e Tim and Eric Awesome Show, Great Job! di Adult Swim. A partire dal 1999 ha pubblicato sei album con il partner comico Jon Wurster sotto il nome Scharpling & Wurster.
Come scrittore ha pubblicato lavori su GQ, New York Magazine e Harp. Dal 2010 ha diretto video musicali per The New Pornographers, Ted Leo, Titus Andronicus, Wild Flag, Aimee Mann, Real Estate, Frankie Cosmos e The Ettes.

## Biografia
Scharpling è nato nel New Jersey ed è cresciuto a Dunellen, nel New Jersey. Ha frequentato la Middlesex High School, il Middlesex Community College e il Trenton State College, laureandosi in inglese. Più tardi ha lavorato in un negozio di spartiti chiamato World of Music a Summit, nel New Jersey, dal 1979 al 1999. Era un fan del Saturday Night Live e SCTV sin dalla giovane età e le ha citate tra le sue maggiori influenze comiche insieme a Get a Life di Chris Elliott e il film Clifford del 1994 con Martin Short.
Nella tarda adolescenza, Scharpling ha avuto un esaurimento nervoso che lo ha portato a essere ricoverato in un ospedale psichiatrico; la sua condizione è stata curata con terapia elettroconvulsivante, che ha portato a una certa perdita della sua memoria. Scharpling è diventato successivamente un appassionato collezionista di cassette, iniziando a usare il nome "Mel Sharples" (in riferimento al personaggio della sitcom Alice) quando ordinava le cassette. Decise di modificare lo pseudonimo in "Tom Scharpling".

## Filmografia

### Attore

#### Cinema
- Ant-Man and the Wasp, regia di Peyton Reed (2018)

#### Televisione
- Upright Citizens Brigade – serie TV, 1 episodio (1998)
- The George Lucas Talk Show – serie TV, 4 episodi (2020)

#### Cortometraggi
- The Newbridge Tourism Board Presents: We're Newbridge We're Comin' to Get Ya!, regia di Tom Scharpling (2014)

### Doppiatore
- Aqua Teen Hunger Force – serie animata, 1 episodio (2003)
- Steven Universe – serie animata, 56 episodi (2013-2020)
- Adventure Time – serie animata, 5 episodi (2015-2018)
- I Simpson (The Simpsons) – serie animata, 1 episodio (2016)
- Fortnite – videogioco (2017)
- Steven Universe: Save the Light – videogioco (2017)
- Steven Universe: il film (Steven Universe: The Movie), regia di Rebecca Sugar (2019)
- Steven Universe Future – serie animata (2019-2020)
- Adventure Time: Terre Lontane (Adventure Time: Distant Lands) – miniserie TV, 1 episodio (2021)

## Doppiatori italiani
Da doppiatore è sostituito da:
- Franco Mannella in Steven Universe, Steven Universe: il film